# Giovanni Amelino Camelia
Giovanni Amelino-Camelia (nacido el 14 de diciembre de 1965 en Nápoles) es un físico italiano de la Universidad de Nápoles Federico II que trabaja en el campo de la gravedad cuántica.
Es el primer proponente de la relatividad doblemente especial, que es la idea de introducir la longitud de Planck en física como una cantidad independiente del observador, obteniendo una teoría relativista (como la relatividad galileana y la relatividad especial de Einstein). Los principios de la relatividad doblemente especial probablemente implican la pérdida de la noción de espacio-tiempo clásico (riemanniano); esto llevó a Amelino-Camelia al estudio de la geometría no conmutativa como una teoría factible del espacio-tiempo cuántico. Amelino-Camelia es el iniciador de la " fenomenología de la gravedad cuántica ", por ser el primero en demostrar que con algunos experimentos al alcance de la tecnología actual la sensibilidad a los efectos de la escala de Planck es factible (ver telescopio Fermi)